# 185638 Erwinschwab
185638 Erwinschwab é um asteroide do cinturão principal que orbitam entre Marte e Júpiter. Ele possui uma magnitude absoluta de 17,4.

## Descoberta
185638 Erwinschwab foi descoberto no dia 1 de março de 2008 através do Observatório Astronômico de La Sagra.

## Características orbitais
A órbita de 185638 Erwinschwab tem uma excentricidade de 0,1577612 e possui um semieixo maior de 2,3812842 UA. O seu periélio leva o mesmo a uma distância de 2,0056099 UA em relação ao Sol e seu afélio a 2,7569585 UA.